# Natsu Dragneel
Natsu "Salamander" Dragneel (Nhật: ナツ・ドラグニル Hepburn: Natsu Doraguniru) là một nhân vật hư cấu và nhân vật chính trong bộ manga Fairy Tail do Mashima Hiro sáng tác. Lần đầu xuất hiện trong chương một của Fairy Tail: "Hội Fairy Tail", (ban đầu do ấn phẩm Weekly Shōnen Magazine xuất bản vào ngày 2 tháng 8 năm 2006), Natsu được miêu tả trong suốt bộ truyện là thành viên của hội phù thủy Fairy Tail. Hội này trở nên khét tiếng ở Vương quốc Fiore hư cấu vì nhiều lần vô ý dùng phép thuật phá hoại tài sản. Là một Sát Long Nhân, Natsu kế thừa những năng lực của cha nuôi mình là rồng Igneel: hấp thụ và phát ra lửa từ cơ thể. Mục tiêu chính của Natsu trong bộ truyện là đi tìm Igneel sau khi con rồng này mất tích vào thời điểm bảy năm trước khi câu chuyện bắt đầu. Cậu xuất hiện trong hầu hết các sản phẩm truyền thông của Fairy Tail, bao gồm cả hai bộ phim điện ảnh, mọi OVA, light novel và trò chơi video. Diễn viên lồng tiếng Nhật và tiếng Anh cho cậu lần lượt là Kakihara Tetsuya và Todd Haberkorn.
Natsu là nhân vật yêu thích của Mashima; anh cho biết anh xây dựng hình tượng nhân vật của cậu dựa trên chính mình. Đa số các nhà phê bình khen ngợi tính cách, những cảnh chiến đấu đậm chất hành động và thái độ lạc quan của cậu trong suốt bộ truyện. Chứng say tàu xe của cậu cũng được đánh giá là một yếu tố gây hài tốt. Natsu có thứ hạng cao trong các cuộc khảo sát về độ nổi tiếng. Nhiều sản phẩm về cậu đã được bày bán trên thị trường.

## Sáng tạo và xây dựng nhân vật
Trong quá trình thực hiện bộ truyện Rave Master, mangaka Mashima Hiro xem nhân vật chính Haru Glory là "kiểu người cần mẫn hay lo lắng". Kết quả là khi sáng tác Fairy Tail, Mashima xây dựng nhân vật chính mới (Natsu) điềm tĩnh hơn Haru. Natsu Dragneel là một trong những nhân vật đầu tiên mà Hiro Mashima sáng tạo trong quá trình phát triển Fairy Tail. Cậu được xây dựng thành một thành viên sử dụng lửa của một hội đưa tin bị mắc chứng say tàu xe (đặc điểm mà tác giả dựa trên một trong những người bạn của mình). Mashima đưa chứng say tàu xe của Natsu vào bản dựng cuối cùng của nhân vật, tin rằng chi tiết này và mái tóc hồng của cậu làm cho nhân vật trở nên độc đáo. Mashima cho rằng tính cách của chính mình khi làm học sinh trung học là nguồn cảm hứng cho tính cách của Natsu, còn cái chết của cha anh tác động đến mối quan hệ giữa Natsu và Igneel. Ý tưởng xây dựng Natsu đã phát triển thành một truyện ngắn một tập có nhan đề Fairy Tale, trong đó cậu được miêu tả là một linh hồn có sừng. Cậu thường được miêu tả là mặc quần áo màu đen, đây là màu Mashima đã chọn thay cho màu đỏ ban đầu để cải thiện độ tương phản giữa năng lực hỏa thuật và quần áo của nhân vật. Tác giả cho biết Natsu được thiết kế để cậu luôn làm hết sức mình. Mashima cho rằng phần phát triển của Natsu trong suốt câu chuyện thật tuyệt vời và nhờ đó mà bộ truyện có thể dễ dàng phát triển. Tác giả cũng nhận xét rằng Natsu là nhân vật mà anh yêu thích nhất.
Vì muốn tránh dùng những cái tên thần thoại phương Tây xa lạ đối với khán giả Nhật Bản, Mashima chọn cái tên Natsu nghĩa là "mùa hè" (夏 (hạ) natsu) trong tiếng Nhật, và để duy trì liên hệ với nhân vật chính trong tác phẩm Rave Master trước đó của anh được gọi là Haru, có nghĩa là "mùa xuân" (春 (xuân) haru). Mashima còn kể rằng tên của cả hai nhân vật đều làm nổi bật đặc điểm tính cách của họ, trong đó Natsu là "một chàng trai nóng nảy" trái ngược với Haru "ấm áp".
Tuổi của Natsu không rõ ràng trong suốt bộ truyện, khi tuổi của nhân vật được liệt là "chưa rõ" trên trang bìa của chương 23. Trong một cảnh xảy ra ở chương 108, cậu bị mắc kẹt sau một cuộc phong tỏa bằng chữ rune được thiết kế để ngăn những người trên 80 tuổi vượt qua; nhằm trả lời cho những câu hỏi về cảnh kể trên mà độc giả gửi ở phần "Emergency Request! Explain the Mysteries of Fairy Tail" (tiếng Việt: Đề xuất khẩn! Giải thích những bí ẩn trong Fairy Tail) trong cuốn tankōbon tập 15 của manga, tác giả đính chính rằng tuổi thực của nhân vật không quá 80, và "nếu nói thêm thì sẽ tiết lộ một tình tiết truyện quan trọng".

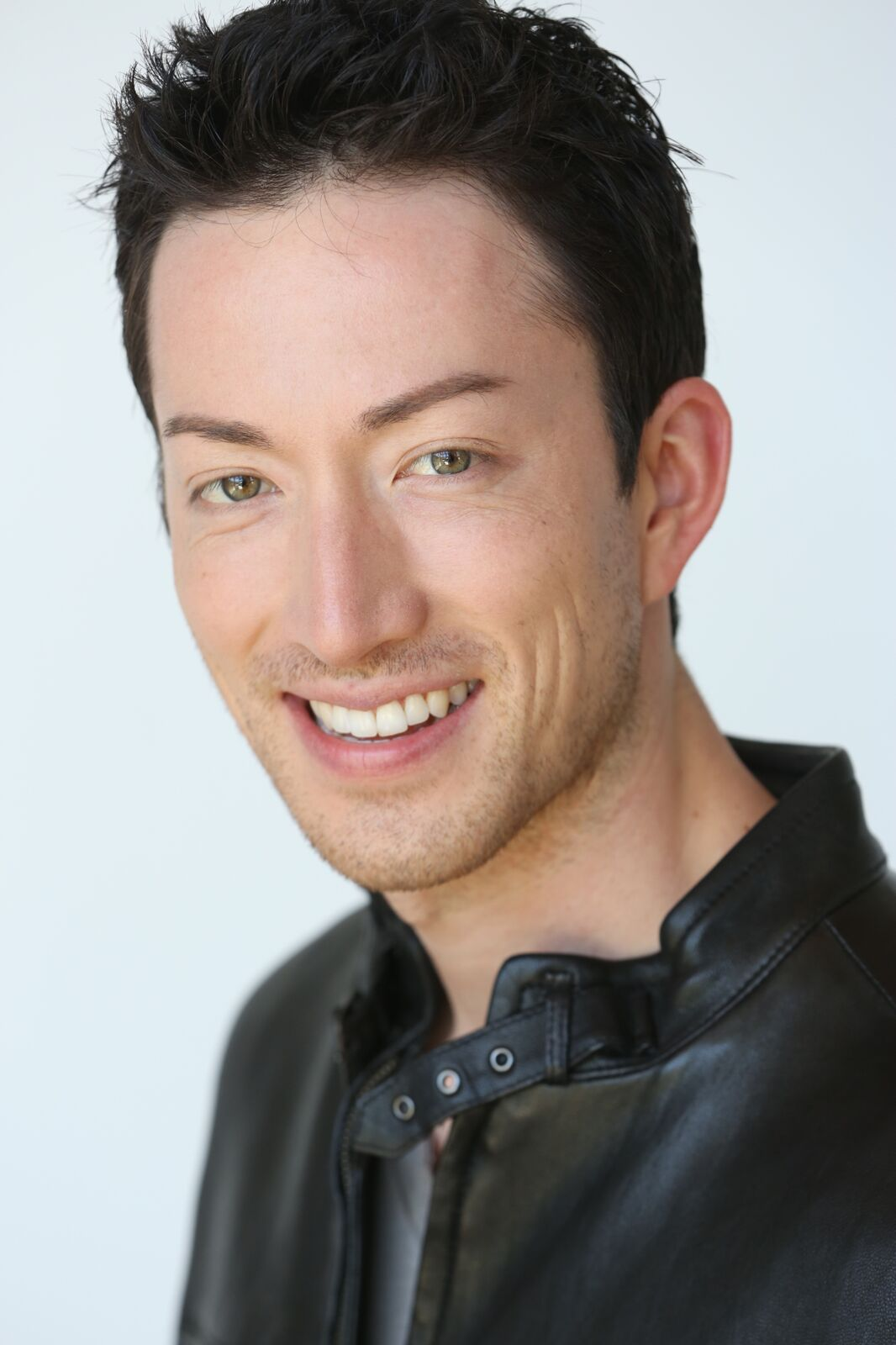
Todd Haberkorn là diễn viên lồng tiếng Natsu bản Anh ngữ.

Nói về bản chuyển thể anime của bộ truyện, Mashima nhận xét rằng phần yêu thích của anh là nhìn thấy Natsu và Happy bay nhảy, miêu tả chúng thật "thú vị". Mashima cho biết anh yêu thích giọng của Natsu trong anime. Khi bộ anime Fairy Tail bắt đầu được phát hành ở Bắc Mỹ, Mashima lo ngại về giọng của nam diễn viên Todd Haberkorn vì Natsu (nhân vật anh ấy diễn) thường xuyên hét trong suốt truyện phim. Haberkorn kể rằng một trong những khía cạnh yêu thích anh trong việc lồng tiếng Natsu là việc rời khỏi phòng thu trong tình trạng bị mất giọng. Kakihara Tetsuya (diễn viên lồng tiếng Nhật của Natsu) kể rằng mặc dù ban đầu anh không muốn lồng tiếng Natsu mà thay vào đó hy vọng lồng tiếng cho nhân vật Gray Fullbuster, nhưng anh lại bắt đầu yêu thích hóa thân Natsu và nghĩ rằng mình được sinh ra để lồng tiếng cậu. Anh còn kể thêm rằng Natsu là nhân vật yêu thích của mình và thấy cậu thật "tuyệt vời". Anh còn mô tả tính cách của Natsu là người khó tính vì cậu sở hữu những năng khiếu đặc biệt so với bạn bè của mình. Kakihara chia sẻ rằng mỗi cảnh anh lồng tiếng cho Natsu đều đọng lại trong tâm trí anh, đồng thời nói thêm rằng anh coi Happy như cộng sự của mình vì cậu ta là bạn đồng hành của Natsu.

## Xuất hiện

### TrongFairy Tail
Natsu xuất hiện lần đầu trong chương một của Fairy Tail, "Hội Fairy's Tail", được phát hành lần đầu vào ngày 2 tháng 8 năm 2006 trên tạp chí Weekly Shōnen Magazine. Cậu là một đứa trẻ mồ côi được rồng Igneel nuôi dưỡng và huấn luyện cách sử dụng Hỏa Sát Long Thuật, cho phép cậu hấp thụ và tạo lửa, đồng thời khiến cậu miễn nhiễm với các đòn tấn công bằng lửa. Cậu cũng sở hữu những siêu năng lực khác sức mạnh vượt khả năng chịu đựng của con người, khứu giác và thính giác nhạy bén, cùng khả năng phục hồi trước những đòn tấn công chết người. Tuy nhiên, do sở hữu các giác quan nhạy bén, cậu bị say tàu xe khi đi bất kỳ loại phương tiện giao thông nào. Sau khi nhận thấy Igneel mất tích vào ngày 7 tháng 7 năm X777, Natsu được mời vào hội pháp sư Fairy Tail, nơi cậu trở nên khét tiếng vì là tác nhân của hầu hết mọi thiệt hại tài sản mà hội của cậu phải gánh chịu. Bảy năm sau, Natsu và bạn đồng hành thuộc giống loài Exceed tên Happy giải cứu pháp sư tinh linh Lucy Heartfilia khỏi một tên tội phạm (tên này sử dụng bí danh "Salamander" làm cho Natsu nhầm lẫn với Igneel, một con rồng lửa thực thụ). Cả ba lập thành một đội để cùng thực hiện các nhiệm vụ, sau đó đội có thêm hai thành viên tham gia là những đối thủ thời thơ ấu của Natsu - pháp sư băng thuật Gray Fullbuster và pháp sư áo giáp Erza Scarlet, qua đó trở thành đội mà các thành viên trong hội xem là tổ đội mạnh nhất của Fairy Tail.
Natsu phát triển các kỹ năng làm Sát Long Nhân nhờtạm thời đạt được khả năng tăng sức mạnh Long Lực. Cuối cùng cậu được chọn vào kỳ thi thăng hạng lên pháp sư cấp S của Fairy Tail được tổ chức trên Đảo Sirius - thánh địa của hội. Kỳ thi bị gián đoạn khi Natsu và thành viên trong hội chạm trán với Zeref - một hắc pháp sư bất tử mong muốn được Natsu lấy mạng nhưng cậu lại không nhận ra anh ta. Zeref bị hắc hội Grimoire Heart (do cựu hội trưởng của Fairy Tail là Hades lãnh đạo) săn đuổi, song Hades bị Natsu đánh bại sau khi cậu có được Chuyển thể Lôi-Viêm Long từ Sát Long Nhân Laxus Dreyar (sức mạnh kết hợp của hỏa và lôi thuật). Ngay sau đó, hắc long Acnologia xuất hiện và tấn công các pháp sư của Fairy Tail; tuy nhiên, họ được linh hồn của Mavis Vermillion (hội trưởng đầu tiên của Fairy Tail) cứu bằng phép Tiên Cầu và được đưa vào trạng thái tạm dừng sinh học (tiếng Anh: suspended animation) trong bảy năm.
Sau khi trở về và phát hiện ra rằng Fairy Tail bị tụt lại sau các hội phù thủy khác ở Vương quốc Fiore, Natsu tham gia giải đấu Đại hội Pháp thuật cùng các đồng đội để lấy lại uy tín cho hội. Sức mạnh của cậu được nâng cấp nhờ có hội quái hiệp Crime Sorcière trước giải đấu, giúp cậu thi đấu và đánh bại các nhà đương kim vô địch, hai Sát Long Nhân Sting Eucliffe và Rogue Cheney. Sau chức vô địch của Fairy Tail, Natsu bị cuốn vào cuộc chiến giữa hội của cậu và Tartaros - một hắc hội tập hợp những con quỷ Etherious nhằm tìm cách triệu hồi E.N.D., tạo vật tối thượng của Zeref. Khi Acnologia xuất hiện và đe dọa cả hai hội, Igneel xuất hiện từ cơ thể của Natsu (về sau tiết lộ rằng ông đã tự phong ấn mình vào trong cơ thể Natsu vào thời điểm họ chia ly để cấy nhiễm cho cậu khả năng chống Long Hóa, một tai họa mà Sát Long Nhân phải gánh chịu. Sau khi bản thân không đủ sức ngăn Acnologia giết Igneel, Natsu bắt đầu cuộc hành trình huấn luyện cùng Happy để trả thù cho Igneel.
Một năm sau, Natsu trở lại sau khi học cách sử dụng Chuyển thể Hỏa Long Vương, một trong những sức mạnh của Igneel. Sau đó cậu và Happy tái hợp với Lucy và cùng cô lập lại bang hội vốn bị tan rã sau khi họ vắng mặt. Sau đó, khi dẫn đầu cuộc xâm lược của Đế chế quân phiệt Alvarez, Zeref xác nhận Natsu là em trai mình và là hiện thân thực sự của E.N.D, được hồi sinh từ cái chết lúc còn nhỏ để giết Zeref. Theo đề xuất của Zeref, Igneel nhận nuôi Natsu từ 400 năm trước, rồi gửi cậu đến ngày 7 tháng 7 năm X777 thông qua cánh cổng du hành thời gian Nhật Thực của Zeref nhằm bảo đảm kỹ thuật phong ấn của Igneel và đánh bại Acnologia. Sau nỗ lực giết Zeref không thành, một "hạt giống quỷ" có dạng khối u bên trong Natsu khiến cậu dần chuyển hoá thành quỷ. Tính mạng cậu bị đe doạ khi hạt giống quỷ kết hợp với một "hạt giống rồng" tương tự (vốn là nguyên nhân gây Long Hóa). Sau một cơn cuồng nộ ở dạng quỷ, Natsu rơi vào trạng thái hôn mê, song cậu đã hồi phục bằng cách làm chủ nhân tính của mình trong một giấc mơ siêu hình và tiêu diệt cả hai hạt giống. Sau đó, cậu đánh bại Zeref còn Lucy chỉnh sửa cuốn sách chứa chất quỷ của Natsu để cắt đứt mối liên hệ của cậu với nó. Kế đó Natsu giết chết Acnologia bằng cách tiêu diệt linh hồn bị tách khỏi cơ thể y bên trong vết nứt không-thời gian sau khi các đồng đội của cậu làm bất động cơ thể con rồng trong Tiên Cầu. Trong phần vĩ thanh, đội Natsu bắt đầu thực hiện "nhiệm vụ thế kỷ", một nhiệm vụ mà chưa ai từng hoàn thành trong vòng 100 năm.

### Trong các tác phẩm khác
Natsu xuất hiện trong cả hai phim điện ảnh Fairy Tail. Trong Gekijōban Fairy Tail: Hōō no Miko (2012), Natsu đánh bại Dist (thủ lĩnh của hội Carbuncle). Natsu còn xuất hiện trong phần mở đầu của bộ yomikiri manga do Mashima Hiro sáng tác cho bộ phim này và cả bản chuyển thể hoạt hình của tác phẩm. Trong phần tiếp theo Gekijōban Fairy Tail: Dragon Cry (2017), cậu chiến đấu và giành chiến thắng trước Animus (người cai trị vương quốc Stella), khi mà một nửa cơ thể của Natsu mang hình hài một con rồng.
Natsu cũng là nhân vật có mặt ở cả chín bộ OVA của Fairy Tail. Trong bộ OVA đầu tiên, Natsu dọn dẹp một bể bơi cùng với các thành viên khác của hội Fairy Tail. Trong bộ thứ hai, cậu được miêu tả thành một sinh viên học viện. Ở bộ thứ ba, cậu bị một cuốn sách ma thuật đưa về quá khứ. Trong bộ thứ tư, Natsu đến một trại tập huấn để luyện tập cho Đại hội Phép thuật. Ở bộ thứ năm, cậu dành thời gian ở công viên nước. Bộ thứ sáu là một OVA crossover giữa hai tác phẩm Rave Master và Fairy Tail của Mashima Hiro, khi mà Natsu gặp nhân vật chính Haru Glory và nữ chính Elie của Rave Master. Trong bộ thứ bảy, Natsu tham gia vào một trò chơi batsu. Ở bộ thứ tám, cậu cố tìm cách động viên Mavis Vermillion. Và ở bộ thứ chín, Natsu tham dự bữa tiệc Giáng Sinh được tổ chức tại nhà Lucy. Cậu còn hiện diện trong mọi cuốn light novel dựa trên bộ truyện, kể cả một cuốn nói về cậu làm một samurai, và một cuốn được lấy cảm hứng từ tiểu thuyết Alice ở xứ sở thần tiên. Natsu cũng có mặt trong Fairy Tail: 100 Years Quest, phần hậu truyện của manga Fairy Tail trực tiếp dẫn từ truyện gốc. Cậu còn xuất hiện trong một số phần ngoại truyện của manga gốc.
Natsu là một nhân vật người chơi trong một số trò chơi video Fairy Tail, chẳng hạn như trò chơi video hành động Fairy Tail: Portable Guild (2010) trên máy PlayStation Portable do Konami phát triển và hai phần tiếp theo - Fairy Tail: Portable Guild 2 (2011) và Fairy Tail: Zeref Awakens (2012). Cậu còn có mặt trong trò chơi video nhập vai đa nền tảng do Gust Co. Ltd. phát triển. Natsu cũng xuất hiện trong các trò chơi video crossover, bao gồm Sunday vs Magazine: Shūketsu! Chōjō Daikessen (2009) cùng với Lucy.

## Đón nhận

### Đánh giá chuyên môn
Những đánh giá chuyên môn về nhân vật Natsu nhìn chung là tích cực. Các nhà báo đã phân tích tính cách của cậu trong manga. Trong bài đánh giá bộ manga, Carl Kimlinger của Anime News Network (ANN) có nói rằng truyện thường đi theo khuôn mẫu mà trong đó Natsu thể hiện mình mạnh mẽ ra sao mỗi khi rơi vào tình huống xấu. Anh cũng nhận xét rằng Natsu là người "rất có quy tắc, sức mạnh điên cuồng" và có một "điểm yếu lập dị một cách thú vị", cho rằng toàn bộ những điểm này khiến cậu trở thành nhân vật shōnen hành động đúng nghĩa. Kimlinger cho rằng tình tiết Natsu chống lại những phản diện nguy hiểm thực sự đáng chú ý. Anh còn mô tả thêm về Natsu là "rất mạnh mẽ/đáng sợ trong chiến đấu", song "không khác gì một tên cục súc" với khiếu hài hước và chứng say tàu xe. Carlo Santos cũng của ANN thì viết rằng cuộc chiến của Natsu với pháp sư phong thuật Erigor (thủ lĩnh quyền lực của hắc hội Eisenwald) là điểm nhấn trong tập truyện số ba. Santos nói thêm rằng việc Natsu bị gọi là "thằng nhóc lửa ngỗ ngược" đã làm tăng thêm tính hài hước cho truyện. Ông cũng nhận xét rằng Natsu đã trở thành người hùng sau các sự kiện ở Tháp Thiên Đường. Cây viết mô tả tiếng kêu xung trận của Natsu là "hung tợn" còn "phép thuật phóng lửa" của cậu là "dữ dội". Rebecca Silverman cũng của ANN nhận định rằng Natsu vừa tỏ ra thông minh vừa thể hiện sức sáng tạo trong cuộc chiến với một nhân vật phản diện từ hội Grimoire Heart. Silverman nói thêm rằng Natsu bắt đầu được miêu tả là có cảm tình với Lucy thường xuyên hơn và cô tin rằng chi tiết này làm nổi bật khía cạnh tình yêu và lãng mạn trong Fairy Tail. A. E. Sparrow của IGN lại thấy rằng Natsu (một pháp sư lửa mắc chứng say tàu xe) là "một nhân vật phức tạp", và anh cho rằng sẽ rất thú vị khi theo dõi cậu trong suốt bộ truyện. David West của Neo thì thấy năng lực dựa trên lửa của Natsu phù hợp với bản tính nóng nảy của cậu và cho biết nhân vật này có xu hướng gây gổ. Cây viết mô tả Natsu là "liều lĩnh và ngông cuồng", cho rằng phép thuật lửa của nhân vật này có tính hủy diệt. Dale North của Japanator xem Natsu là "một trong những thành viên Fairy Tail giỏi nhất và mạnh nhất" và mô tả kỹ năng chiến đấu của cậu là "đáng kinh ngạc".
Các nhà phê bình cũng đưa ra những nhận xét liên quan đến Natsu dựa trên cách xây dựng cậu trong bản chuyển thể hoạt hình và phim điện ảnh của Fairy Tail. Sau khi đánh giá bộ anime, Carlo Santos thấy rằng khả năng của Natsu không được phát huy ở đầu truyện và cho biết phép thuật lửa của Natsu chỉ được thể hiện thông qua hoạt họa tầm thường. Ông còn nói thêm rằng chứng say tàu xe của Natsu là chi tiết "hài dở tệ". Tuy nhiên Santos coi Natsu là người "tràn đầy năng lượng", đồng thời khen ngợi phần lồng tiếng Anh cho Natsu của diễn viên Todd Haberkorn. Cây viết cho rằng cuộc chiến của Natsu với Sát Long Nhân Gajeel Redfox rất "mãn nhãn". Ông giải thích thêm chi tiết này khi nói rằng cuộc đối đầu của Natsu với Gajeel cho thấy "tinh thần chiến đấu thuần túy" và cho biết mình thích "màn chạm trán giữa lửa và kim loại" cùng "tính cách mãnh liệt Loại A của họ". Santos mô tả đòn cuối cùng của Natsu trong trận đánh này là "hoành tráng". Ông còn nhận xét cuộc chiến của Natsu với pháp sư Jellal Fernandes là một trong những màn đối đầu xuất sắc nhất bộ phim. Ông cũng nói thêm rằng các động tác nhào lộn của Natsu đem lại một số "hình ảnh thực sự tuyệt vời". zyuy nhiên, Santos thấy việc Natsu giành chiến thắng trong các trận chiến theo kiểu giống nhau đã trở thành một cliché trong truyện phim. Carl Kimlinger phê phán vai lồng tiếng Nhật cho Natsu của Kakihara Tetsuya, nhưng lại tán dương vai lồng tiếng của Haberkorn. Kimlinger viết rằng mặc dù quan hệ hợp tác giữa Natsu với Happy và Lucy thật kỳ cục nhưng nó lại đại diện cho phần chính của truyện phim. Rebecca Silverman khen ngợi kỹ năng chăm sóc trẻ em của Natsu, cho rằng cậu "giỏi ở một lĩnh vực nào đó ngoài chiến đấu". Cô cũng cho biết đây là một "phép đảo ngược thú vị" của trope khi mà nhân vật nữ chính là người thể hiện khả năng của mình khi nói đến việc nuôi dạy con cái. David West nhận xét Natsu là người "nhiều mặt thú vị và ồn ào". Crystalyn Hodgkins của ANN viết rằng Haberkorn phù hợp với vai lồng tiếng Natsu, nhưng cô thấy đôi khi anh nhập vai chưa đủ nhiệt tình. Andy Hanley của UK Anime Network thì mô tả Natsu là một trong những "cái tên trẻ sáng giá nhất của Fairy Tail", còn Richard Gutierrez của The Fandom Post thấy hành vi của Natsu thể hiện sự hài hước. Trong bài đánh giá Gekijōban Fairy Tail: Hōō no Miko, Kimlinger tán dương màn thể hiện Natsu giống với cậu trong bộ manga và anh rất thích màn thể hiện của Haberkorn. Đánh giá về Gekijōban Fairy Tail: Dragon Cry, Silverman cho rằng những thước phim trong cảnh mở đầu miêu tả thời thơ ấu của Natsu là "những lời nhắc nhở tế nhị về điều đưa anh đến vị trí hiện tại".

### Độ nổi tiếng và vật phẩm thương mại
Trong một cuộc khảo sát về độ nổi tiếng được công bố trên tạp chí Weekly Shōnen Magazine số 26, Natsu đứng thứ hai với tổng cộng 7343 phiếu bầu. Những vật phẩm thương mại lấy cảm hứng từ Natsu đã được phát hành, kể cả action figure. Những chiếc dây chuyền dựa trên cậu cũng được sản xuất. Ngoài ra còn có các huy hiệu được chế tác lấy cảm hứng từ cậu.